# Fyra nätter i Paris
Fyra nätter i Paris (franska: Quatre nuits d'un rêveur, "En drömmares fyra nätter") är en fransk dramafilm från 1971 i regi av Robert Bresson. Filmen bygger på kortromanen Vita nätter av Fjodor Dostojevskij.